# Pornographer
Pornographer (en japonés: ポルノグラファー, romanizado: Porunogurafā, lit. 'Pornógrafo') es una serie de televisión japonesa escrita y dirigida por Kôichirô Miki, y producida por Fuji TV. De género dramático, se basa en el manga homónimo escrito por Maki Marukido, protagonizada por Kenta Izuka, Terunosuke Takezai  y Munehiro Yoshida en los papeles principales. La trama narra la historia de un estudiante que fortuitamente atropella a un escritor con su bicicleta y, para resarcirle de los daños ocasionados, escribirá los textos que el autor tiene pendientes de entregar a su editorial hasta que este se recupere.
Emitida entre el 6 de agosto y el 12 de septiembre de 2018, la serie consta de seis episodios. Debido a su buena aceptación se realizó una secuela, titulada Mood Indigo (2019) con seis episodios que desarrolla tramas anteriores a las mostradas en esta serie, y una película Pornographer: Playback (2021) con los mismos personajes y elenco que aborda tramas posteriores.

## Sinopsis
Haruhiko Kuzumi es un estudiante universitario que durante un traslado en bicicleta arrolla a Rio Kijima, un escritor de novelas eróticas, lesionándose el brazo. Debido a la imposibilidad de escribir (aunque luego se desvela que el escritor utiliza en realidad el brazo que no está lesionado) y como compensación por los daños, ya que no tiene el dinero para costear el tratamiento que requiere para recuperarse de las lesiones, Haruhiko aceptar trabajar escribiendo sus novelas al dictado de Rio. Inicialmente Haruhiko comienza a sentir una fuerte atracción por los temas descritos por Rio pero, con el tiempo, comenzará a sentir una fuerte atracción por el autor.

## Reparto
- Terunosuke Takezai - Rio Kijima
- Kenta Izuka - Haruhiko Kuzumi
- Yoshida Munehiro - Shirou Kido
- Ueda Yusuke - Yusuke Yokota

## Producción
La génesis del proyecto se encuentra en el manga BL Pornographer creado por Maki Marukido que se publicó desde mayo de 2015 hasta febrero de 2016 en la revista BL 'onBLUE' de la editorial Shodensha. Posteriormente Kôichirô Miki realizó la adaptación del guion al formato de serie ejerciendo también la función de director de la misma con producción de la compañía Fuji TV.

## Episodios
| Episodio | Título en español                | Fecha de emisión         |
| -------- | -------------------------------- | ------------------------ |
| 1        | Despertar emociones desconocidas | 8 de agosto de 2018      |
| 2        | Entre el amor y los celos        | 15 de agosto de 2018     |
| 3        | La noche del deseo y del impulso | 22 de agosto de 2018     |
| 4        | La oscuridad que nace del afecto | 29 de agosto de 2018     |
| 5        | Entre la mentira y la verdad     | 5 de septiembre de 2018  |
| 6        | Al final del Amor y la Razón     | 12 de septiembre de 2018 |

## Recepción
En IMDb la serie, computados 598 votos, obtiene una media ponderada de 7,0 sobre 10.